# Красна Звєзда (Казахстан)
Кра́сна Звєзда́ (каз. Красная Звезда) — село у складі Байзацького району Жамбильської області Казахстану. Адміністративний центр та єдиний населений пункт Кизилжулдизького сільського округу.
Населення — 6300 осіб (2021; 5070 у 2009, 4593 у 1999, 2302 у 1989).